# Tongyeong
Tongyeong is een stad in de Zuid-Koreaanse provincie Gyeongsangnam-do. De stad telt bijna 129.000 inwoners en ligt in het zuiden van het land.

## Bestuurlijke indeling
- Sanyang-eup
- Yongnam-myeon
- Dosan-myeon
- Gwangdo-myeon
- Yokji-myeon
- Hansan-myeon
- Saryang-myeon
- Docheon-dong
- Myongjeong-dong
- Joongang-dong
- Jeongrayang-dong
- Buksin-dong
- Mujeon-dong
- Yinpyong-dong
- Misu 1-dong
- Misu 2-dong
- Bongpyong-dong
- Donam-dong

## Stedenbanden
- Gangnam-gu, Zuid-Korea
- Gwacheon, Zuid-Korea
- Yeosu, Zuid-Korea
- Hapcheon, Zuid-Korea
- Sayama, Japan
- Tamano, Japan
- Rongcheng, China
- Reedley, Verenigde Staten